# Morcheeba

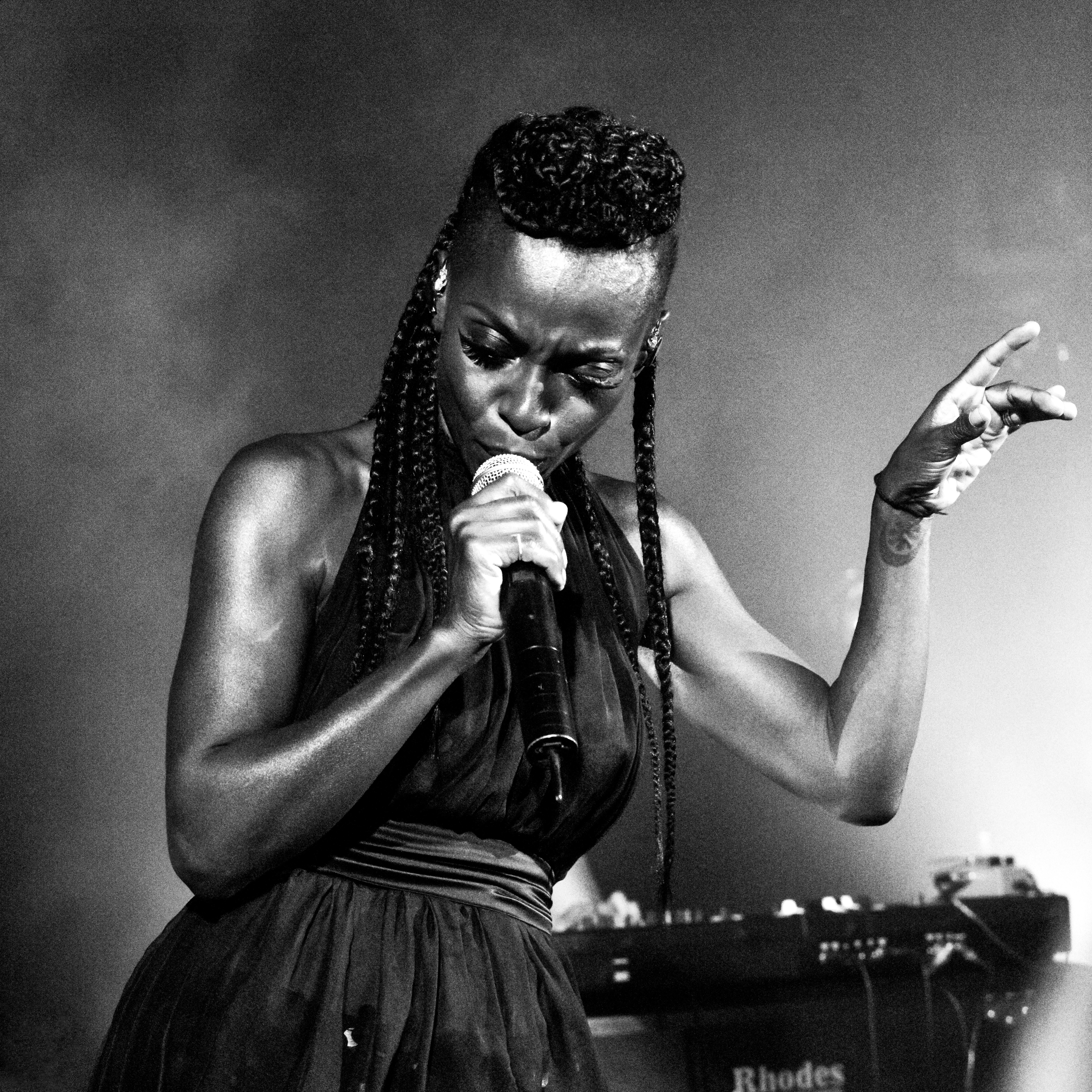
Morcheeba, Zelt-Musik-Festival em 2018 Freiburg, Alemanha

Morcheeba é uma banda eletrônica britânica conhecida pela sua mistura de trip-hop, rock, folk-rock, R&B, pop e downtempo em seus trabalhos, com a vocalista Skye Edwards e os irmãos Paul e Ross Godfrey. Ao todo nove álbuns de estúdio foram lançados desde 1995, dois deles alcançando o top 10 britânico. O último trabalho em estúdio da banda, “Blaze Away”, foi lançado em junho de 2018. Em 2014 Paul Godfrey deixou a banda, encerrando as atividades do Morcheeba. Skye Edwards e Ross Godfrey mais tarde formaram o projeto Skye|Ross e lançaram um álbum homônimo em setembro de 2016.

## História
Em meados de 1990, os irmãos Godfrey (o DJ Paul Godfrey e o multi-instrumentista Ross Godfrey) conheceram Skye Edwards em uma festa de música house. Eles a chamaram para ser a vocalista da banda, e isso levou à formação do Morcheeba. 
O álbum de estréia da banda, Who Can You Trust?, foi lançado pela China Records em abril de 1996 e encaixou-se dentro da tendência trip-hop que predominava a época, com os instrumentais baseados predominantemente por guitarras, piano Rhodes e scratching, tendo as canções conduzidas pelos vocais soul e relaxados de Edwards.
O trabalho seguinte, Big Calm, de 1998, investe no dub, no soul, no hip hop e no psicodélico, enquanto seu predecessor era mais eletrônico. A banda regravou “Moog Island” (faixa do álbum anterior), apresentando um estilo mais upbeat. A faixa foi relançada com o título de “The Music That We Hear”.
Um dos singles do segundo álbum, The Sea, tornou-se um hit entre as rádios. O álbum mostrou ter um grande potencial de vendas e assegurou o sucesso e reconhecimento do Morcheeba. Em 1998, a banda colaborou com Hubert Laws na gravação da coletânea "Red Hot + Rhaspodsy", um tributo a George Gershwin, que havia arrecadado fundos para várias instituições de caridade dedicadas a ajudar a combater a AIDS e aumentar a conscientização das pessoas em relação à doença.
Em 2000, Morcheeba lançou seu terceiro álbum, Fragments Of Freedom. O álbum repetiu o sucesso de vendas de Big Calm, mas recebeu menos críticas positivas. O quarto álbum da banda, Charango, foi lançado em 2002 e gerou diversos singles, incluindo "Otherwise", "Way Beyond" e "Undress Me Now" (este single foi cancelado, apesar de um vídeo clipe balinês-erótico de alto custo ter sido produzido). Indicando os futuros rumos da banda, diversas faixas do álbum não contam com o vocal de Edwards, sendo escritas e cantadas por Kurt Wagner, Pace Won e Slick Rick.
Em 2003, os irmãos Godfrey demitiram Edwards da banda, citando diferenças musicais e pessoais. Uma coletânea com os maiores hits, Parts Of The Process, ajudou a banda a manter-se em evidência e apresentava duas novas faixas – “What’s Your Name” (com a participação de Big Daddy Kane) e “I Can’t Stand It”. Na mesma época, Morcheeba lançou o DVD ao vivo "Morcheeba: From Brixtom to Beijing".
Em 2005 Morcheeba lançou seu quinto álbum de estúdio (o primeiro pós-Skye Edwards), The Antidote. Daisy Martney (ex-vocalista da banda Noonday Underground) foi chamada para substituir Edwards como a vocalista do álbum. Entretanto, o período de Martney na Banda foi breve e ela foi despedida no meio da tour promocional do álbum, sendo substituída por Jody Sternberg. A permanência de Sternberg na banda foi igualmente breve, já que ela havia sido contratada apenas para ajudar com a divulgação na banda na tour. 
Depois de alguns anos sem nenhum material inédito, Morcheeba lançou seu sexto álbum, Dive Deep, em fevereiro de 2008. Neste álbum, os irmãos Godfrey deram ênfase aos seus papéis como produtores, criando um set de faixas instrumentais inteiramente cantadas por uma lista de músicos convidados – a cultuada cantora folk-rock Judie Tzuke, o cantor e compositor norueguês Thomas Dybdahl, o cantor de blues de guitarrista Bradley Burguess, o rapper Cool Calm Pete, e a cantora francesa Manda Zamolo. Manda e Burguess embarcaram com o Morcheeba como vocalistas principais na turnê de 2008.
Em fevereiro de 2010, NME revelou que Edwards estava novamente trabalhando com a banda. Edwards estava com seu retorno aos palcos com o Morcheeba marcado no Caprices Festival, na Suíça em abril de 2010. Paul Godfrey confirmou o retorno de Edwards na banda através do MySpace em 13 de fevereiro de 2010.
Através da gravadora atual gravadora, PIAS, já lançaram dois álbuns: "Blood Like Lemonade", em 2010, e o oitavo e mais recente trabalho, "Head Up High", em 2012. 

## Integrantes

### Formação atual
- Paul Godfrey
- Ross Godfrey
- Skye Edwards

### Ex-integrantes
- Daisy Martey - vocal (2005-2006)
- Skye Edwards - vocal (1995-2003)

## Discografia
| Year | Album                                             | UK  | US Billboard 200 | US Dance | Record Label                | Certification |
| ---- | ------------------------------------------------- | --- | ---------------- | -------- | --------------------------- | ------------- |
| 1996 | Who Can You Trust?                                | 57  | -                | -        | Indochina/Discovery Records | UK: Silver    |
| 1998 | Big Calm                                          | 18  | -                | -        | Sire/WEA Records            | UK: Platinum  |
| 2000 | Fragments of Freedom                              | 6   | 113              | -        | Sire/WEA Records            | UK: Gold      |
| 2002 | Charango                                          | 7   | -                | -        | Sire/WEA Records            | UK: Gold      |
| 2003 | Parts of the Process (The Very Best of Morcheeba) | 6   | -                | -        | Sire/WEA Records            | UK: Gold      |
| 2005 | The Antidote                                      | 17  | -                | -        | Echo Records                | -             |
| 2008 | Dive Deep                                         | 59  | -                | 15       | Echo Records/Ultra          | -             |
| 2010 | Blood Like Lemonade                               | 111 | -                | 10       | PIAS                        | -             |
| 2013 | Head Up High                                      | 99  | -                | -        | PIAS                        | -             |
| 2018 | Blaze Away                                        | -   | -                | -        | Fly Agaric                  | -             |
| 2021 | Blackest Blue                                     | -   | -                | -        |                             | -             |

## Singles
| Year | Song                                      | UK  | IRE | NLD | NZ | RUS | SWI | US Dance | Album                                   |
| ---- | ----------------------------------------- | --- | --- | --- | -- | --- | --- | -------- | --------------------------------------- |
| 1996 | "Trigger Hippie"                          | 40  | —   | —   | —  | —   | —   | —        | Who Can You Trust?                      |
| 1996 | "Never an Easy Way"                       | —   | —   | —   | —  | —   | —   | —        | Who Can You Trust?                      |
| 1996 | "Tape Loop"                               | 42  | —   | —   | —  | —   | —   | —        | Who Can You Trust?                      |
| 1997 | "The Music That We Hear (Moog Island)"    | 47  | —   | —   | —  | —   | —   | —        | Who Can You Trust?                      |
| 1997 | "Shoulder Holster"                        | 53  | —   | —   | —  | —   | —   | —        | Big Calm                                |
| 1998 | "The Sea"                                 | —   | —   | —   | —  | —   | —   | —        | Big Calm                                |
| 1998 | "Blindfold"                               | 56  | —   | —   | —  | —   | —   | —        | Big Calm                                |
| 1998 | "Let Me See"                              | 46  | —   | —   | 46 | —   | —   | —        | Big Calm                                |
| 1998 | "Part of the Process"                     | 38  | —   | —   | —  | —   | —   | —        | Big Calm                                |
| 1998 | "Summertime"                              | —   | —   | —   | —  | —   | —   | —        | Red Hot + Rhapsody: The Gershwin Groove |
| 2000 | "Rome Wasn't Built in a Day"              | 34  | 48  | 82  | 2  | —   | 33  | —        | Fragments of Freedom                    |
| 2000 | "Be Yourself"                             | 108 | —   | —   | 41 | —   | —   | —        | Fragments of Freedom                    |
| 2001 | "World Looking In"                        | 48  | 36  | —   | —  | —   | —   | —        | Fragments of Freedom                    |
| 2002 | "Otherwise"                               | 64  | —   | —   | —  | —   | 72  | 5        | Charango                                |
| 2002 | "Way Beyond"                              | 147 | —   | —   | —  | —   | —   | —        | Charango                                |
| 2002 | "Undress Me Now"                          | —   | —   | —   | —  | —   | —   | —        | Charango                                |
| 2003 | "What's Your Name" (feat. Big Daddy Kane) | —   | —   | —   | —  | —   | —   | —        | Parts of the Process                    |
| 2005 | "Wonders Never Cease"                     | 86  | —   | 86  | —  | 114 | —   | —        | The Antidote                            |
| 2005 | "Lighten Up"                              | —   | —   | —   | —  | 240 | —   | —        | The Antidote                            |
| 2005 | "Everybody Loves a Loser"                 | —   | —   | —   | —  | —   | —   | —        | The Antidote                            |
| 2008 | "Enjoy the Ride"                          | 182 | —   | —   | —  | 163 | —   | —        | Dive Deep                               |
| 2008 | "Gained the World"                        | —   | —   | —   | —  | 180 | —   | —        | Dive Deep                               |
| 2010 | "Even Though"                             | —   | —   | —   | —  | 251 | —   | —        | Blood Like Lemonade                     |
| 2010 | "Blood Like Lemonade"                     | —   | —   | —   | —  | —   | —   | —        | Blood Like Lemonade                     |
| 2003 | "Gimme Your Love"                         | —   | —   | —   | —  | —   | —   | —        | Head Up High                            |
| 2018 | "Never Undo"                              | —   | —   | —   | —  | —   | —   | —        | Blaze Away                              |
| 2018 | "Blaze Away"                              | —   | —   | —   | —  | —   | —   | —        | Blaze Away                              |
| 2018 | "It's Summertime"                         | —   | —   | —   | —  | —   | —   | —        | Blaze Away                              |

## Trilhas sonoras
- 2011 - Body Of Proof: "Get Along"
- 2010 - True Blood: "Blood Like Lemonade"
- 2009 - Hung: "Everybody Loves a Loser"
- 2009 - Confissões de uma Garota de Programa: "Who Can You Trust?"
- 2008 - Entourage: "Wonders Never Cease"
- 2008 - Diário Proibido: "Blue Chair"
- 2008 - Eli Stone: ""Enjoy the Ride"
- 2004 - Knots: ""Friction"
- 2004 - Quero Ficar com Polly: "Shallow End"
- 2003 - Mambo Italiano: "Fear and Love"
- 2003 - Fastlane: "Slow Down"
- 2002 - Smallville: "Otherwise"
- 2002 - I'm With Lucy: "The Sea"
- 2001 - Bodywork: "Over and Over"
- 2001 - Dr. Dolittle 2: "World Looking In"
- 2001 - Que Mulher É Essa?: "Love Is Rare"
- 2001 - Roswell: "Be Yourself"
- 2000 - Traffic: "On The Rhodes Again"
- 2000 - Um Homem de Família: "World Looking In"
- 2000 - Born Romantic: "Fear & Love"
- 2000 - Daria "Trigger Hippie", "Let Me See", "Part of the Process"
- 2000 - Sorted: "Blindfold"
- 2000 - Laços de Família: "Rome Wasn"t Built In A Day"
- 2000 - IIntrigas: "Tape Loop"
- 2000 - Samotári: "Over And Over"
- 1999 - Paixões Ardentes: "Big Calm"
- 1999 - De Cabeça Para Baixo: "The Sea"
- 1999 - Ed TV: "Let Me See"
- 1999 - This Year's Love: "Tape Loop"
- 1999 - A Walk on the Moon: "Crystal Blue Persuasion"
- 1999 - Família Soprano: "Who Can You Trust?"
- 1998 - Corações Apaixonados: "Friction"
- 1998 - Inimigo do Estado: "Trigger Hippie"
- 1998 - Permanent Midnight: "Tape Loop"
- 1998 - Uma Loucura de Casamento: "Never an Easy Way"
- 1998 - Mero Acaso: "Tape Loop"
- 1998 - Buffy - A Caça-Vampiros: "Never An Easy Way"
- 1997 - Brincando com a Morte: "Trigger Hippie"
- 1997 - Suicide Kings: "Tape Loop"